# Liévin
Liévin – miejscowość i gmina we Francji, w regionie Hauts-de-France, w departamencie Pas-de-Calais.
Według danych na rok 1990 gminę zamieszkiwały 33 623 osoby, a gęstość zaludnienia wynosiła 2621 osób/km² (wśród 1549 gmin regionu Nord-Pas-de-Calais Liévin plasuje się na 15. miejscu pod względem liczby ludności, natomiast pod względem powierzchni na miejscu 187.) Miasto jest popularnie dzięki hali lekkoatletycznej, w której odbywają się znane mityngi. W 1987 roku odbył się tutaj halowe mistrzostwa Europy w lekkoatletyce.

## Współpraca
Miejscowości partnerskie:
- Bruck an der Mur, Austria
- Hohenlimburg, Niemcy
- La Valette-du-Var, Francja
- Mouscron, Belgia
- Nowy Sącz, Polska
- Poswol, Litwa
- Rybnik, Polska